# Andreja Mali
Pour les articles homonymes, voir Mali (homonymie).
Andreja Mali, née le 17 novembre 1977 à Ljubljana, est une biathlète slovène, qui a été aussi fondeuse. Elle est également instructrice militaire.

## Biographie
Sur le circuit de Coupe du monde de ski de fond où elle est présente à partir de 1995, elle est spécialiste du sprint. Elle y obtient trois podiums en décembre 1998 en style libre à Milan, Garmisch-Partenkirchen et Kitzbühel. Elle se redirige vers le biathlon en 2000, mais continue de disputer quelques courses internationales de ski de fond par la suite jusqu'en 2005, dont les Jeux olympiques de 2002, où elle termine septième du sprint.
En 2003, elle frôle le podium en arrivant quatrième de la mass start d'Antholz, son meilleur résultat individuel en biathlon, et enregistre son meilleur classement général en Coupe du monde, 31e.
En 2006, elle obtient le seul podium de sa carrière en Coupe du monde de biathlon avec une troisième place au relais de Ruhpolding.
Lors des Championnats du monde de biathlon 2012 à Ruhpolding, elle remporte la médaille d'argent du relais mixte avec Jakov Fak, Klemen Bauer et Teja Gregorin. Lors de l'édition 2015 à Kontiolahti, elle obtient son meilleur résultat en grand championnat avec une huitième place sur le sprint, pour ce qui est son dernier top dix individuel. Dans les épreuves olympiques de biathlon, elle compte comme meilleur résultat individuel une 19e place en individuel en 2010 et une sixième place en relais en 2006.
Andreja Mali arrête le biathlon à l'issue de la saison 2015-2016, prenant seulement part au relais de Pokljuka au mois de décembre 2016. Elle obtient un rôle d'entraîneuse dans l'équipe slovène junior.

## Palmarès

### Jeux olympiques d'hiver

#### Ski de fond
- - Jeux olympiques d'hiver de 2002 : 9e du relais féminin de ski de fond 4 × 5 km[1].
  - Jeux olympiques d'hiver de 2002 : 7e du sprint libre[1].

#### Biathlon
| Épreuve / Édition | Salt Lake City 2002 | Turin 2006 | Vancouver 2010 |
| Individuel        |                     | 21e        | 19e            |
| Sprint            | 27e                 | 59e        | 31e            |
| Poursuite         | 32e                 | Abandon    | 33e            |
| Départ groupé     |                     |            | 26e            |
| Relais            |                     | 6e         | 8e             |

### Championnats du monde
| Épreuve / Édition                    | Individuel | Sprint | Poursuite | Départ en masse | Relais | Relais mixte                     |
| 2003 Khanty-Mansiïsk                 | 42e        | 67e    | —         | —               | 11e    | Épreuve inexistante à cette date |
| 2004 Oberhof                         | 14e        | 38e    | 32e       | 18e             | 10e    | Épreuve inexistante à cette date |
| Mondiaux 2005 Hochfilzen / Khanty-M. | 46e        | —      | —         | —               | 8e     | 15e                              |
| 2007 Antholz                         | 35e        | 24e    | 16e       | 28e             | 4e     | —                                |
| 2008 Östersund                       | 75e        | 31e    | 41e       | —               | 12e    | —                                |
| 2009 Pyeongchang                     | 63e        | 41e    | 52e       | —               | —      | 12e                              |
| 2011 Khanty-Mansiïsk                 | 37e        | 29e    | 32e       | —               | —      | DSQ                              |
| 2012 Ruhpolding                      | 43e        | 26e    | 34e       | —               | —      | Médaille d'argent, monde         |
| 2013 Nove Mesto                      | 36e        | 64e    | —         | —               | 17e    | 5e                               |
| 2015 Kontiolahti                     | 61e        | 8e     | 20e       | 20e             | 22e    | 15e                              |
| 2016 Holmenkollen                    | 59e        | 59e    | 54e       | —               | 9e     | 13e                              |

Légende :
- : deuxième place, médaille d'argent
- : épreuve inexistante à cette date
- — : n'a pas participé à cette épreuve.

### Coupe du monde de biathlon
- Meilleur classement général : 31e en 2003.
- 1 podium en relais : 1 troisième place.
- Meilleur résultat individuel : 4e.

#### Classements en Coupe du monde
| Saison    | Classement général final | Individuel | Sprint | Poursuite | Mass start |
| 2001-2002 | 68e                      | nc         | 58e    | 71e       |            |
| 2002-2003 | 31e                      | nc         | 28e    | 44e       | 17e        |
| 2003-2004 | 35e                      | 15e        | 38e    | 44e       | 31e        |
| 2004-2005 | 49e                      | nc         | 42e    | 49e       | 43e        |
| 2005-2006 | 53e                      | 43e        | 46e    | nc        |            |
| 2006-2007 | 51e                      | 55e        | 51e    | 37e       | 49e        |
| 2007-2008 | 76e                      | 49e        | 69e    | nc        |            |
| 2008-2009 | 34e                      | 34e        | 32e    | 61e       | 28e        |
| 2009-2010 | 46e                      | 22e        | 59e    | 67e       | 40e        |
| 2010-2011 | 31e                      | 37e        | 31e    | 23e       | 41e        |
| 2011-2012 | 43e                      | 63e        | 42e    | 39e       | 49e        |
| 2012-2013 | 41e                      | 34e        | 43e    | 51e       | 43e        |
| 2013-2014 | 45e                      | 42e        | 36e    | 59e       | 44e        |
| 2014-2015 | 53e                      | nc         | 55e    | 44e       | 38e        |
| 2015-2016 | 98e                      | nc         | nc     | 83e       |            |

### Championnats du monde de ski nordique
| Épreuve / Édition           | Sprint                           | 5 km                             | 15 km                            | 15 km                            |
| Épreuve / Édition           | libre                            | classique                        | libre                            | mass-start                       |
| Mondiaux 1997 Trondheim     | Épreuve inexistante à cette date | 59e                              | 14e                              | 46e                              |
| Mondiaux 1999 Ramsau        | Épreuve inexistante à cette date | 47e                              | Épreuve inexistante à cette date | 43e                              |
| Mondiaux 2001 Lahti         | 22e                              | Épreuve inexistante à cette date | Épreuve inexistante à cette date | Épreuve inexistante à cette date |
| Mondiaux 2003 Val di Fiemme | 20e                              | Épreuve inexistante à cette date | Épreuve inexistante à cette date | Épreuve inexistante à cette date |

### Coupe du monde de ski de fond
- Meilleur classement général : 29e en 1999.
- Meilleur classement en sprint : 9e en 1999.
- 3 podiums individuels : 2 deuxièmes places et 1 troisième place.

#### Classements en Coupe du monde
| Saison    | Classement général final | Classement distance | Classement sprint |
| 1997-1998 | 35e                      |                     | 32e               |
| 1998-1999 | 29e                      |                     | 9e                |
| 1999-2000 | 30e                      | 42e                 | 12e               |
| 2000-2001 | 52e                      |                     | 21e               |
| 2001-2002 | 53e                      |                     | 34e               |
| 2002-2003 | 65e                      |                     | 46e               |
| 2003-2004 | 81e                      |                     | 50e               |
| 2004-2005 | 85e                      |                     | 63e               |

### Championnats du monde de biathlon d'été
- Médaille d'argent du relais mixte en 2008.
- Médaille de bronze du relais mixte en 2014.